# بروبيونات الصوديوم
 بروبيونات صوديوم  مركب كيميائي له الصيغة C3H5NaO2 ، ويكون على شكل بلورات عديمة اللون .وهو ملح الصوديوم لحمض البروبيونيك.

## التحضير
من تفاعل حمض البروبيوني مع كربونات الصوديوم أو هيدروكسيد الصوديوم

## الاستخدامات
تستخدم كمادة حافظة في الغذاءوتكتب على لصاقة المنتجات باستعمال عدد E بالرقم E 281 في أوروبا واستعماله الرئيسي كمثبط لنمو العفن في منتجات الأفران، ويرخص باستعمالها في أوروبا والولايات المتحدة  وأستراليا ونيوزيلاند  حيث تذكر باسم INS 281